# کولک
کولَک کدو یا سبد کوچکی است که زنان روستایی آن در نزدیکی چرخ نخ‌ریسی می‌گذارند و گلوله‌های نخ را در آن قرار میدهند.
واژه قلک نیز صورتی از کولک به حساب می آید.